# Guy Consolmagno
Guy Consolmagno (ur. 19 września 1952 w Detroit) – amerykański planetolog, astronom, popularyzator nauki i jezuita. Oprócz pracy badawczej zajmował się pracą dydaktyczną. Wykładał na Massachusetts Institute of Technology. Pracował też w Harvard College Observatory. Obecnie pracuje w Watykańskim Obserwatorium Astronomicznym. Był również przewodniczącym Division for Planetary Sciences w American Astronomical Society.

## Życiorys
Consolmagno rozpoczął studia University of Detroit Jesuit High School and Academy, po czym przeniósł się na MIT, gdzie otrzymał tytuły Bachelor of Arts (w 1974 roku) i Master of Arts (w 1975 roku). Doktorat obronił w 1978 roku w Lunar and Planetary Laboratory Uniwersytetu Arizony. Od początku zajmował się główne planetologią. Po obronie doktoratu rozpoczął pracę naukową i dydaktyczną, najpierw w Harvard College Observatory a następnie w MIT. W 1983 roku został członkiem organizacji US Peace Corps i wyjechał do Kenii, gdzie przez dwa lata nauczał astronomii i fizyki w ramach działalności charytatywnej. Po powrocie do ojczyzny został asystentem profesora w Lafayette College w Easton.
W 1989 roku wstąpił do zakonu jezuitów a w 1991 roku złożył śluby. Zaraz po dołączeniu do zakonu został oddelegowany do pracy w Watykańskim Obserwatorim Astronomicznym. Został również mianowany kustoszem watykańskiej kolekcji meteorytów, funkcję tę sprawuje do dzisiaj. Rozpoczął również studia filozoficzne i teologiczne. W swojej pracy naukowej koncentruje się na związkach między meteorytami a planetoidami oraz pochodzeniem i ewolucją małych obiektów w Układzie Słonecznym. Jest autorem ponad 40 prac naukowych na tematy związane z astronomią. Oprócz tego był współautorem książek popularnonaukowych, tłumaczonych później na wiele języków. W 1996 roku wziął udział w ANSMET, akcji poszukiwania i badania meteorytów z Antarktydy. W czasie jej trwania odkrył kilka meteorytów. W 2000 roku Międzynarodowa Unia Astronomiczna nadała jego imię planetoidzie (4597) Consolmagno, znanej także jako Little Guy (można ją rozumieć jako "Mały Guy", albo dosłownie jako "Mały Facet"). W latach 2006–2007 był przewodniczącym Division for Planetary Sciences w American Astronomical Society.
Jest zdania że nauka nie koliduje z religią i obydwie powinny wzajemnie się uzupełniać zamiast rywalizować. Jest przeciwnikiem i krytykiem kreacjonizmu. Consolmagno interesuje się również fantastyką naukową, był gościem kilku popularnych konwentów takich jak DucKon, ConFusion, Boskone czy ConClave.

## Prace
- Lista publikacji naukowych w ScienceDirect
- Worlds Apart, wraz z Marthą W. Schaefer, Prentice Hall, 1993
- Turn Left at Orion, wraz z Danem M. Davisem, Cambridge University Press, 1995
- The Way to the Dwelling of Light, University of Notre Dame Press, 1998
- Brother Astronomer, Adventures of a Vatican Scientist, McGraw Hill, 2000
- Intelligent Life in the Universe? Catholic belief and the search for extraterrestrial intelligent life, Catholic Truth Society, 2005
- God's Mechanics: How Scientists and Engineers Make Sense of Religion, Jossey-Bass, 2007
- The Heavens Proclaim: Astronomy and the Vatican, Vatican Observatory Publications, 2009
- Czy ochrzciłbyś Kosmitę? ... oraz inne pytania ze skrzynki mailowej astronomów Obserwatorium Watykańskiego, wraz z Paulem Mueller SJ, Copernicus Center Press, 2018